# Cyclops intermedius
Cyclops intermedius – gatunek widłonoga z rodziny Cyclopidae. Nazwa naukowa gatunku została po raz pierwszy opublikowana w 1888 roku przez rosyjskiego zoologa Władimira Konstantinowicza Sowińskiego.